# Cape Breton Oilers
I Cape Breton Oilers sono stati una squadra di hockey su ghiaccio dell'American Hockey League con sede nella città di Sydney, nella provincia della Nuova Scozia. Nati nel 1988 si sono sciolti nel 1996, e nel corso degli anni sono stati affiliati alla franchigia degli Edmonton Oilers.

## Storia
I Cape Breton Oilers nacquero nel 1988 in seguito al trasferimento dei Nova Scotia Oilers a Sydney, restando comunque il farm team della squadra della National Hockey League degli Edmonton Oilers. Nelle otto stagioni di vita non conquistarono alcun trofeo al termine della stagione regolare, vincendo invece nella stagione 1992-1993 il trofeo della Calder Cup.
La campagna dei playoff dei Cape Breton Oilers nel 1993 playoff fu una delle migliori nella storia della AHL: nella postseason vinsero infatti 14 gare perdendone solo 2, guidati in attacco dall'ala destra canadese Bill McDougall. Nelle 16 partite giocate McDougall fu autore di 26 reti e 26 assist per un totale di 52 punti, con una media di 3,25 punti a gara mai eguagliata nelle leghe professionistiche. Nella NHL Wayne Gretzky detiene infatti il record di punti ottenuti nei playoff con 47.
I Cape Breton Oilers disputarono i loro match casalinghi presso il Centre 200, dove a partire dal 1997 giocano i Cape Breton Screaming Eagles della QMJHL. Gli Oilers lasciarono la Nuova Scozia nel 1996 per trasferirsi ad Hamilton, nell'Ontario, dove diventarono gli Hamilton Bulldogs.

### Affiliazioni
Nel corso della loro storia i Cape Breton Oilers sono stati affiliati alle seguenti franchigie della National Hockey League:
- Edmonton Oilers: (1988-1996)

## Record stagione per stagione
| Stagione           | Division | Gare | V  | S  | P  | OTL | Punti | GF  | GS  | Piazzamento | Play-off |
| ------------------ | -------- | ---- | -- | -- | -- | --- | ----- | --- | --- | ----------- | --- |
| Cape Breton Oilers |          |      |    |    |    |     |       |     |     |             | |
| 1988-89            | North    | 80   | 27 | 47 | 6  | -   | 60    | 308 | 388 | 7°          | |
| 1989-90            | North    | 80   | 39 | 34 | 7  | -   | 85    | 317 | 306 | 2°          | perde 1º turno (Springfield) 2-4 |
| 1990-91            | North    | 80   | 41 | 31 | 8  | -   | 90    | 306 | 301 | 4°          | perde 1º turno (Moncton) 0-4 |
| 1991-92            | Atlantic | 80   | 36 | 34 | 10 | -   | 82    | 336 | 330 | 3°          | perde 1º turno (St. John's) 1-4 |
| 1992-93            | Atlantic | 80   | 36 | 32 | 12 | -   | 84    | 356 | 336 | 3°          | vince 1º turno (Fredericton) 4-1 vince 2º turno (St. John's) 4-0 vince semifinali (Springfield) 2-0 vince Calder Cup (Rochester) 4-1 |
| 1993-94            | Atlantic | 80   | 32 | 35 | 13 | -   | 77    | 316 | 339 | 4°          | perde 1º turno (St. John's) 1-4 |
| 1994-95            | Atlantic | 80   | 27 | 44 | 9  | -   | 63    | 298 | 342 | 5°          | |
| 1995-96            | Atlantic | 80   | 33 | 40 | 3  | 4   | 73    | 290 | 323 | 5°          | |

## Record della franchigia

### Singola stagione
Gol: 57  Dan Currie (1992-93)
Assist: 84  Shaun Van Allen (1991-92)
Punti: 113  Shaun Van Allen (1991-92)
Minuti di penalità: 422  Dennis Bonvie (1994-95)
Vittorie: 20  Wayne Cowley (1993-94)
Shutout: 3  Jason Fitzsimmons (1995-96)
Media gol subiti: 3.38  Mike Greenlay (1989-90)
Parate %: .899  Pokey Reddick (1990-91)

### Carriera
Gol: 219  Dan Currie
Assist: 307  Shaun Van Allen
Punti: 432  Shaun Van Allen
Minuti di penalità: 969  Dennis Bonvie
Vittorie: 35  Norm Foster
Shutout: 3  Jason Fitzsimmons
Partite giocate: 366  Dan Currie

## Palmarès

### Premi di squadra
- Calder Cup: 1

1992-1993

### Premi individuali
- Eddie Shore Award: 2

Norm Maciver: 1990-1991
Greg Hawgood: 1991-1992
- Fred T. Hunt Memorial Award: 1

Jim Nesich: 1993-1994
- Jack A. Butterfield Trophy: 1

Bill McDougall: 1992-1993
- John B. Sollenberger Trophy: 2

Shaun Van Allen: 1991-1992
Peter White: 1994-1995